# Rokende schipper
Rokende schipper is een omstreden muurschildering op de hoek van Nieuwe Foeliestraat en de Prins Hendrikkade in Amsterdam-Centrum. Het werk is van Nils Westergard.

## Beschrijving
In de muurschildering is een vriend van Westergard geportretteerd als rokende schipper; in het jasje is de Oudezijds Kolk afgebeeld. De afbeelding van die gracht haalde Westergard uit een foto uit het Stadsarchief. De muurschildering is linksonder ondertekend met de voor Westergard gebruikelijke vlinder.

## Geschiedenis
Kunstenaar Nils Westergard zet muurschilderingen over de gehele wereld en werkt daarbij vanuit Richmond (Virginia) en Amsterdam. Fietsend door Amsterdam vond hij een blinde gevel op de hoek Nieuwe Foeliestraat en de Prins Hendrikkade passend voor een grote schildering. Hij nam daarop contact op met de gemeente Amsterdam om te kijken wat mogelijk was.
De gemeente deelde hem mee dat het geen gemeentelijk of rijksmonument betrof en dat hij daarom contact moest opnemen met de gebruikers en/of eigenaren van het gebouw Prins Hendrikkade 182-187.  Wel gaf de gemeente het advies contact op te nemen met de Commissie Omgevingskwaliteit (welstandscommissie) en stadscuratorium. De eigenaar van het gebouw zag wel wat in de te plaatsen afbeelding; de gemeentelijke instanties niet. Ze vonden de afbeelding te groot, de positie op de gevel niet passend en ook de kleuren stonden de overheidsinstanties niet aan. Bovendien gaven die aan dat een rokende schipper te nostalgisch zou overkomen. Omdat Westergaard in zijn mural de afbeelding de Oudezijds Kolk verwerkte, zag de gemeente in de schildering ook een “toeristisch beeld”. Westergard bracht daar tegenin dat de binnenstad en met name de grachtengordel een groot toeristisch beeld is en weergeeft. Een ander argument van hem was dat Amsterdam als gemeente dit soort projecten meer en meer omarmt om het vandalismegraffiti tegen te gaan (Aanpak Binnenstad), daar waar in vroeger tijden dit soort muurschilderingen werd afgehouden en vervloekt.
Westergard had op een gegeven moment genoeg van het overleg en zette de muurschildering illegaal; ervan uitgaand dat de beslissing tot eventuele verwijdering net zolang zou duren als het voortraject. Er vond opnieuw overleg plaats tussen kunstenaar en de Commissie Omgevingskwaliteit. De schilder was veertien dagen van veertien uur bezig om met behulp van een hoogwerker de schildering te zetten. Het illegaal zetten werd onder meer besproken in Het Parool en De Telegraaf.
Een andere straatartiest, Judith de Leeuw, had in 2021 haar strijd met bureaucratie verwerkt in haar Diversity in bureaucracy, ook in Amsterdam-Centrum.

## Omgeving en gebouw
De omgeving van het gebouw Prins Hendrikkade 182-187 is al eeuwenlang bebouwd, waarbij er een afwisselende gevelwand is ontstaan. Zo is het naburige gebouw op Prins Hendrikkade 190-194 een rijksmonument (518430); de voormalige Kweekschool voor de Zeevaart. De kruising zelf dateert uit de jaren zestig en zeventig waarbij veel bebouwing verdween in aanloop naar de infrastructuur behorend bij  (de aanleg van) de IJ-tunnel. Deze panden stonden aan de grens tot waar sloop plaatsvond. Dat kon niet verhinderen dat de gebouwen zich in steeds slechter staat bevonden. In de jaren negentig stond er nog maar één gebouw overeind. Nadat de werkzaamheden rond de IJ-tunnel waren afgerond lag er jarenlang een onbestemd terrein, tot dat er nieuwbouw werd gepleegd, zie bijvoorbeeld het Februariplein. 
Het gebouw waarop de muurschildering is gezet, dateert uit de jaren negentig en is gebouw naar een ontwerp van architect Max Lammers. Dat ontwerp moest diverse keren aangepast worden om het passend te maken voor de buurt. Het oogt in 2025 nog steeds modern ten opzichte van haar omgeving. De gevel aan de Nieuwe Foliestraat werd geheel van baksteen; het onderstuk was van rood baksteen, daarboven bevindt zich een groot gevelvlak met lichtgekleurd baksteen, dat werd onderbroken door een aantal kleinere oppervlakten van zwart baksteen. Er werden in dat oppervlak geen ramen geplaatst, vermoedelijk omdat vrij direct aan de gevel zich een afslag bevindt van het IJ-tunneltraject naar de Prins Hendrikkade met brug 1941.